# Ptesiomyia microstoma
Ptesiomyia microstoma là một loài ruồi trong họ Tachinidae.